# Kristian Huselius
Lars Kristian Huselius (* 10. November 1978 in Österhaninge) ist ein ehemaliger schwedischer Eishockeyspieler, der im Verlauf seiner aktiven Karriere unter anderem 686 Spiele für die Florida Panthers, Calgary Flames und Columbus Blue Jackets in der National Hockey League auf der Position des linken Flügelstürmers bestritten hat. Darüber hinaus absolvierte Huselius weitere 237 Spiele in der schwedischen Elitserien, wo er mit Färjestad BK in den Jahren 1997 und 1998 zweimal Schwedischer Meister wurde und am Ende der Spielzeit 2000/01 den Guldhjälmen erhielt.

## Karriere

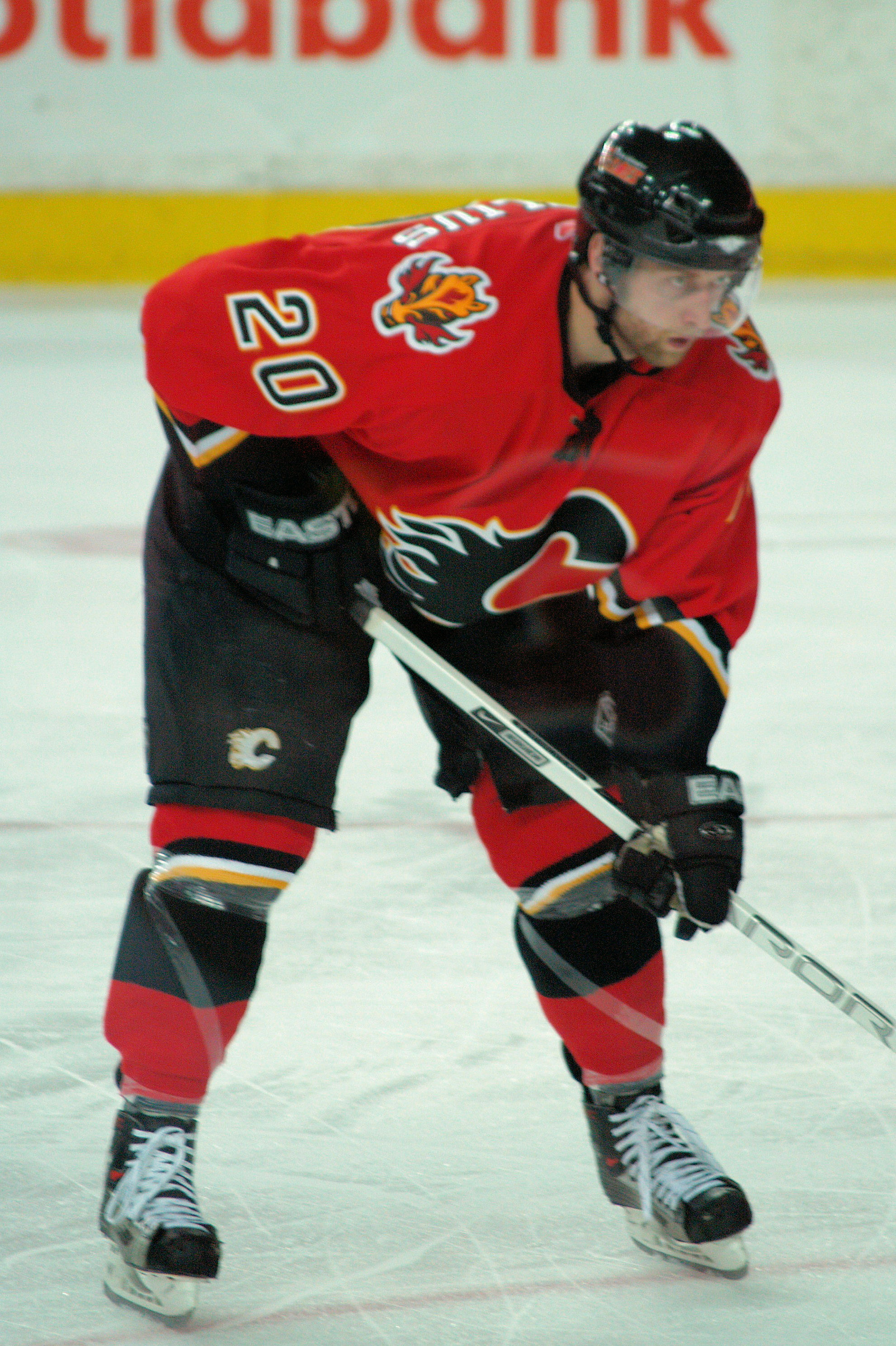
Huselius im Trikot der Calgary Flames

Der 1,85 m große Flügelstürmer begann seine Karriere bei Färjestad BK in der schwedischen Elitserien und wechselte 1999 zum Frölunda HC. Beim NHL Entry Draft 1997 wurde der Linksschütze schließlich als 47. in der zweiten Runde von den Florida Panthers ausgewählt.
Für die Panthers stand Huselius erstmals in der Saison 2001/02 in der NHL auf dem Eis, aufgrund seiner guten Leistungen in seiner Rookie-Spielzeit wurde er im selben Jahr ins NHL All-Rookie Team gewählt. Am 2. Dezember 2005 wurde der Schwede zu den Calgary Flames transferiert. In der Saison 2006/07 konnte Huselius in 15 aufeinanderfolgenden Partien punkten, was die zweitlängste Serie dieser Art in der gesamten Spielzeit darstellte. In der folgenden Saison erzielte der Angreifer im Spiel gegen die Tampa Bay Lightning seinen ersten NHL-Hattrick. Im Sommer 2008 unterschrieb Huselius einen Vertrag bei den Columbus Blue Jackets.
Während des Lockouts der NHL-Saison 2004/05 spielte Huselius erneut für Linköpings HC. Am 9. Februar 2005 wurden er und seine beiden Nationalmannschaftskollegen Henrik Tallinder und Andreas Lilja von einer 22-jährigen Frau beschuldigt, sie vergewaltigt zu haben, was zur Folge hatte, dass alle drei Spieler von ihren Klubs suspendiert und von ihrer Nationalmannschaft für ein Jahr gesperrt wurden. Im Juni desselben Jahres wurde das Verfahren jedoch aus Mangel an Beweisen eingestellt. Die restliche Saison verbrachte Huselius beim Schweizer Erstligisten Rapperswil-Jona Lakers.
Nachdem er in der Saison 2011/12 verletzungsbedingt nur zwei Spiele bestreiten konnte, kehrte er nach Schweden zurück und schloss sich dem AIK IF an. Nach fünf Einsätzen entschied er sich allerdings im Januar 2013, seine Karriere aufgrund anhaltender Hüftbeschwerden zu beenden.

### International
Mit der schwedischen Eishockeynationalmannschaft gewann Kristian Huselius bei den Weltmeisterschaften 2001 und 2002 die Bronzemedaille, außerdem bestritt er die WM 2000 sowie die U20-Weltmeisterschaften 1998 und 1999. In insgesamt 25 Senioren-WM-Spielen erzielte der linke Flügel elf Tore und zehn Assists.

## Erfolge und Auszeichnungen
| - 1997 Schwedischer Meister mit Färjestad BK - 1998 Schwedischer Meister mit Färjestad BK - 2000 Teilnahme am Elitserien All-Star-Game - 2001 Elitserien All-Star-Team | - 2001 Guldhjälmen - 2001 NHL-Rookie des Monats Oktober - 2002 Teilnahme am NHL YoungStars Game - 2002 NHL All-Rookie Team |

### International
- 1996 Bronzemedaille bei der U18-Junioren-Europameisterschaft
- 2001 Bronzemedaille bei der Weltmeisterschaft
- 2002 Bronzemedaille bei der Weltmeisterschaft
- 2009 Bronzemedaille bei der Weltmeisterschaft

## Karrierestatistik

### International
Vertrat Schweden bei:
| - U18-Junioren-Europameisterschaft 1996 - U20-Junioren-Weltmeisterschaft 1997 - U20-Junioren-Weltmeisterschaft 1998 - Weltmeisterschaft 2000 | - Weltmeisterschaft 2001 - Weltmeisterschaft 2002 - Weltmeisterschaft 2009 |

(Legende zur Spielerstatistik: Sp oder GP = absolvierte Spiele; T oder G = erzielte Tore; V oder A = erzielte Assists; Pkt oder Pts = erzielte Scorerpunkte; SM oder PIM = erhaltene Strafminuten; +/− = Plus/Minus-Bilanz; PP = erzielte Überzahltore; SH = erzielte Unterzahltore; GW = erzielte Siegtore; 1 Play-downs/Relegation; Kursiv: Statistik nicht vollständig)